# ストッパー (漫画)
『ストッパー』は、水島新司作の野球漫画。『コミックバーガー』に1987年から1992年まで連載された。水島にとって昭和最後の連載作のひとつ。
セントラル・リーグに属する架空のプロ野球チーム「大阪ガメッツ」（のちに大阪ドリームス）にドラフト外から入団した、三原心平の物語。
単行本は、スコラ・バーガーSCで全12巻。のちに講談社漫画文庫で全8巻。

## 概要
主人公、三原心平の投手としての能力は、メンタル面を除きプロレベルに到達していないとして描かれており、ストーリーの初期は「超遅球」や「山なり投球」などを切り札に、配球の駆け引きで打者を打ち取っていき、果てにはヤスリでボールに傷を付けたエメリーボール、ポマードを使用したスピットボールなどまで駆使するといった展開である。このような不正投球は露見した場合には罰則となるが、証拠となる球の行方までがドラマとして利用された。
しかし、物語中盤から野手コンバートを経て投手兼任外野手となると、野手としては一転して超一流レベルの能力を持つ選手（俊足巧打のトップバッターで、広い守備範囲と強肩を併せ持つ外野手）として描かれている。
のち、所属する「大阪ガメッツ」が身売りするはめになり、その身売り先が主人公である三原心平自身であり、チームの中心メンバーがチームオーナーという急展開を迎える。しかもドリームスはホーム戦では白いユニホームでクリーン野球だが、ビジター戦の黒いユニホームのときは主人公にあるまじきダーティプレイの連続というそれまでにない、善と悪を内包するチームであった。
かつての代表作『野球狂の詩』の東京メッツの面々がライバルとして登場する（水原勇気は未登場）。